# کی‌اف‌کنسول
کی‌اف‌کنسول (به انگلیسی: KFConsole) یک کنسول بازی ویدئویی توسعه شده توسط کی‌اف‌سی و کولر مستر است. در اولین رونمایی در ژوئن ۲۰۲۰ تصور می‌شد که واقعیت ندارد و طنز باشد، اما بعد از معرفی آن در دسامبر ۲۰۲۰ مشخص شد که صحت دارد. این کنسول دارای قابلیت‌هایی نظیر وضوح ۴کی، نرخ تازه‌سازی ۲۴۰ هرتز و همچنین محفظه ای برای گرم نگه داشتن مرغ سوخاری است.

نمای جلوی کی‌اف‌کنسول

مارک چیورز (به انگلیسی: Mark Cheevers) مدیر روابط عمومی شرکت کی‌اف‌سی در رابطه با این کنسول گفت:
پس از انتشار اولین ویدیو از کی‌اف‌کنسول، همان‌طور که طرفداران‌مان انتظارش را می‌کشیدند، حالا این کنسول را به مراحل نهایی ساخت رسانده‌ایم. ما در جریان رقابت سنگین میان کنسول‌های خانگی هستیم و قصد ورود پرقدرت به این بازار با کنسول‌مان را داریم. این کنسول علاوه بر توانایی اجرای بازی‌های روز با بالاترین جزئیات، غذای شما را هم گرم خواهد کرد و تجربه بازی کردن جدیدی به شما ارائه خواهد کرد. اگر سونی و مایکروسافت هم نیاز به مشاوره برای اضافه کردن یک محفظه برای گرم کردن غذا به کنسول خود نیاز داشتند، کمپانی ما از کمک به آن‌ها دریغ نخواهد کرد.

## مشخصات
کی‌اف‌کنسول از یک پردازش‌گر نسل نهم اینتل نوک ۹ بهره می‌برد. این کنسول توانایی پشتیبانی از رهگیری پرتو از شرکت انویدیا و وضوح ۴کی همراه با پشتیبانی از خروجی ۲۴۰ هرتز را دارد. این دستگاه همچنین از واقعیت مجازی پشتیبانی می‌کند. جی‌پی‌یو این کنسول قرار است که یک پردازنده با مدلی نامشخص از سری RTX شرکت ایسوس باشد، همچنین اسلاتی که جی‌پی‌یو در آن قرار گرفته است را می‌توان تعویض کرد و آن را ارتقاء داد. حافظه داخلی کی‌اف‌کنسول از دو عدد حافظه اس‌اس‌دی ۱ ترابایتی سیگیت باراکودا تشکیل شده است. کی‌اف‌سی برای قاب کنسول خود، از قاب کولر مستر مدل NC100 تدارک دیده است.

## طراحی
طراحی کنسول کی اف سی با الهام از سطل مرغ سوخاری کی‌اف‌سی ساخته شده است. این کنسول خود به شکل آن یک استوانه تمام مشکی است و در قسمت جلوی آن زیر محفظه مرغ، دارای دکمه روشن/خاموش قرمز است که لوگوی کی‌اف‌کنسول را به همراه دارد. محفه مرغ این کنسول، کشویی است که از گرمای قطعات دیگر و با جریان هوا برای گرم کردن مرغ سوخاری استفاده می‌کند.
طبق گفته کی‌اف‌سی، کی‌اف‌کنسول را یکی از مادسازهای حرفه ای رایانه‌های شخصی با نام «تیم ملمبورگ» ملقب به تایم‌پلی ساخته است که یکی از اعضای گروه CMODX از شرکت کولر مستر محسوب می‌شود. ظاهراً کی‌اف‌سی پیش از آغاز فرایند تولید محصول، رندر کاملی از آن تهیه کرده است؛ زیرا ملمبورگ مجبور شد زمان زیادی صرف کند تا مطمئن شود بستهٔ پردازشی اینتل نوک ۹ و محفظه گرم‌کننده مرغ بدون مشکل درون بدنه جای می‌گیرند. او در گفت‌وگو با رسانهٔ تامزگاید اعلام کرد که اصلی‌ترین مشکل او، فهمیدن نحوه چینش قطعات درون کیس بوده است تا بتواند دستگاه را بدون از بین بردن عملکرد سیستم خنک‌کننده در ابعادی کوچک بسازد. طبق حرف‌های ملمبورگ، طراحی استوانه ای دشوار است و اضافه کردن محفظهٔ گرم کنندهٔ مرغ هم سختی‌هایی را به صورت جداگانه به همراه دارد. ملمبورگ مجبور شده است روزها زمان برای ساخت مدلی سه بعدی از دستگاه زمان بگذارد. گرمای قطعات در کی‌اف‌کنسول، مرغ را گرم نگه می‌دارد، اینتل نوک ۹ و محفظه گرم‌کننده مرغ در کی‌اف‌کنسول کاملاً از هم جدا نیستند. گرمای ناشی از فعالیت قطعات کنسول به گرم ماندن مرغ کمک می‌کند.

## تاریخ عرضه
کی‌اف‌سی در ابتدا برنامه داشت که کنسول خود را در نوامبر ۲۰۲۰ معرفی و در دسامبر ۲۰۲۰ کی‌اف‌کنسول را عرضه کند، اما به دلیل دنیاگیری کووید ۱۹، تاریخ عرضه و معرفی آن نیز تغییر کرد و درحال حاضر کنسول تاریخ عرضه و قیمتی ندارد.